# Kronenbrunnen

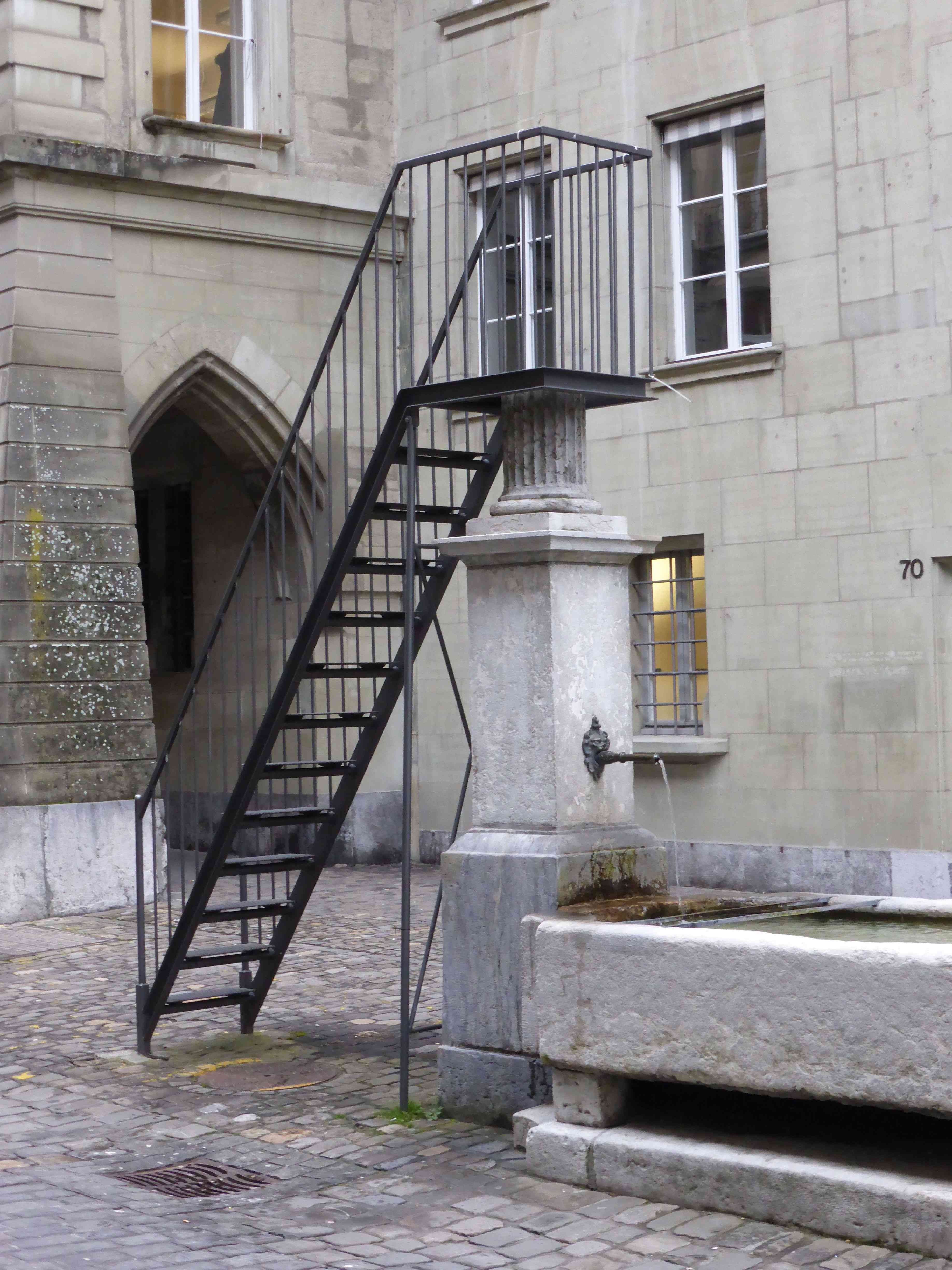
Der Kronenbrunnen, im Volksmund auch als Lischetti-Brunnen bekannt

Der Kronenbrunnen, auch bekannt als Oberer Postgassbrunnen, Kanzleybrunnen oder umgangssprachlich als Lischetti-Brunnen, steht vor dem Haus Postgasse 70 unterhalb des Berner Rathauses in der Altstadt von Bern. Er gehört zu den nichtfigürlichen Berner Brunnen des 18./19. Jahrhunderts. Zusammen mit dem Maybrunnen gehört er zu den zwei Brunnen in der Postgasse, welche in Betrieb sind.

## Geschichte
Seit 1820–1825 steht der Kronenbrunnen in der heute bekannten Ausführung – mit Ausnahme der Brunneninstallation von Carlo E. Lischetti – am selben Ort hinter dem «Gasthof zur Krone», dem Namensgeber, in der Postgasse vor dem Eckpfeiler der Arkade der Berner Staatskanzlei. Die Postgasse hiess bis 1798 offiziell Hormansgasse oder Hormatsgasse und wurde noch weit bis ins 19. Jahrhundert auch so genannt. Die Postgasse ist der östliche, untere Teil der Hormansgasse oder Hormatsgasse, der westliche, obere Teil ist die Rathausgasse, vormals Metzgergasse.
Wann der Kronenbrunnen errichtet wurde, ist nicht bekannt. 1732 sind die ersten Belege für einen Laufbrunnen in der Ecke der Staatskanzlei an der Postgasse vorhanden. Die Anlage hatte kurz vorher ein neues Becken aus Stockerensandstein erhalten und dürfte wohl dem Brunnen «an der hormadsgassen» entsprechen. Der Brunnen wurde noch zweimal erneuert, 1743–1745 in der Art wie der gleichzeitig errichtete und heute nicht mehr vorhandene Metzgerngassbrunnen sowie 1820–1825, als die ganze Anlage ein letztes Mal ersetzt wurde.
Diese letzte Ausführung ist die einzige im Stil des Hochklassizismus in der Berner Altstadt. Sie besteht aus Nebentrog, Hauptbecken und Stock auf einer Achse, ausgerichtet in Längsrichtung der Gasse. Der Stock mit der aus Eisen gegossenen Brunnenröhre ist ein Vierkantpostament, darauf ein Vierkantpfeiler mit ausladender Deckplatte und einem kannelierten Säulenstumpf als Abschluss. Ostwärts vom Stock steht das längsrechteckige Bassin mit einspringenden Kreisen an den Ecken, mit Abstand auf einer Bodenplatte auch mit einspringenden Kreisen an den Ecken. Daran anschliessend der Nebentrog. Die ganze Anlage ist aus weissem Jurakalk gefertigt.

## Treppe und Podest statt Brunnenfigur
1992 konnte der Berner Künstler Carlo E. Lischetti eine eiserne Treppe mit Podest und Geländer am Brunnenstock installieren, trotz Einsprache des Vereins «Heit Sorg zu Bärn» gegen seine Brunnenskulptur. Seitdem ist der Kronenbrunnen auch als Lischetti-Brunnen bekannt, und jeder kann sich selber als lebendige Brunnenfigur inszenieren.

## Trinkwasser
Das Trinkwassernetz von Energie Wasser Bern (ewb) versorgt den Brunnen mit Trinkwasser, dessen Qualität regelmässig überprüft wird.